# Paluxy
 (juillet 2013).
La Paluxy est une rivière de l'État américain du Texas. C'est un affluent du fleuve Brazos. Elle est formée par la confluence de la rivière Paluxy du Nord et de la rivière Paluxy du Sud près de Bluff Dale dans le comté d'Erath et coule sur une distance de 47 km avant de rejoindre le Brazos juste à l'est de Glen Rose dans le sud central du comté de Somervell.

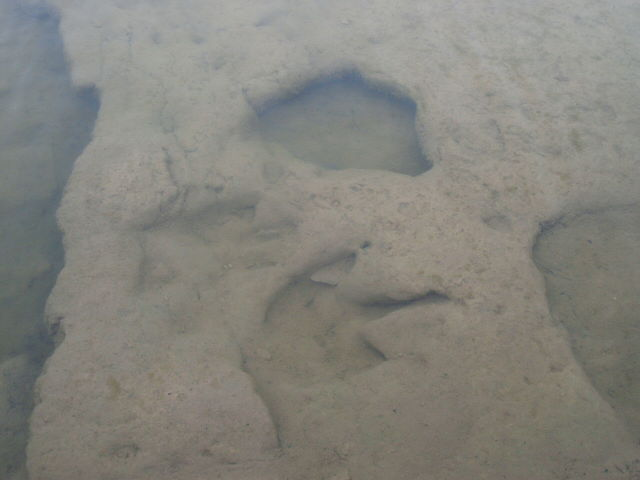
Empreintes de dinosaures dans la rivière Paluxy.

Elle est notamment connue pour les nombreuses empreintes de dinosaures qui tapissent le fond de son lit près de Glen Rose, dans le parc d'État de Dinosaur Valley.